# Vlag van Aostadal

Vlag van Aostadal

De vlag van Aostadal bestaat uit twee helften: links een zwart vlak en rechts een rood vlak. In het midden van de vlag staat het wapen van de regio, hoewel de versie zonder schild ook is toegestaan. De vlag werd aangenomen op 16 maart 2006.

## Geschiedenis
De vlag werd in 1942 gemaakt naar een idee van kanunnik Joseph Bréan, die het gebruik ervan voorstelde in een antifascistische brochure uit 1942 met de titel "Les grands du peuple de la Vallée d'Aoste". Joseph Bréan tekende de kleuren van het 16e-eeuwse wapen van het hertogdom Aosta, een zilveren leeuw op een zwart schild met een rode tong, en een tweekleurige vlag. Kort daarna namen de verzetsbewegingen in het Aostadal deze kleuren voor zichzelf over en creëerden een vlag die verticaal gedeeld was. Na de bevrijding werd deze vlag echter nooit formeel bekrachtigd, zowel vanwege de wijdverspreide angst dat de vlag het verlangen naar onafhankelijkheid zou aanwakkeren als vanwege de gelijkenis met sommige vaandels van de anarchistische beweging.
De vlag werd onofficieel gebruikt vanaf 1947 totdat hij officieel werd aangenomen onder de regionale wet van 2006.

Wapen van het hertogdom Aosta
Wapen van de familie Challant